# Токтошев, Эмиль Токтакунович
Токтошев Эмиль Токтакунович  (род. 18 апреля 1974, село Күйо-Таш, Ошская область) — депутат Жогорку Кенеша Кыргызской Республики VI и VII созывов от политической партии «Бүтүн Кыргызстан» (с 2021 года). Председатель Комитета по бюджету и финансам (с 2018 по 2021 годы). Председатель Комитета по бюджету экономической и фискальной политике (с января 2022 года).

## Биография

### Детство
Родился 18 апреля 1974 года в селе Куйо-Таш, ныне Кара-Кульджинского района Ошской области Киргизской ССР. По национальности кыргыз. В 1981 году поступил на обучение в первый класс средней школы им. Озгөрүш села Күйо-Таш Кара-Кульджинского района Ошской области (ныне им. Акимжана Жаныбаева).

### Образование
В 1997 году завершил обучение в Кыргызском архитектурно-строительном институте, получил специальность "инженер-механик". В 1998 году окончил обучение в Кыргызском национальном университете имени Ж. Баласагына по специальности "менеджмент".
В 2017 году поступил на обучение на факультет «Юриспруденция» Российской академии народного хозяйства и государственной службы при Президенте Российской Федерации, в 2019 году получил степень магистра.

### Трудовая деятельность
С октября 1991 года по сентябрь 1992 года работал учеником токаря и слесарем-ремонтником на станкостроительном заводе имени В.И.Ленина. С октября 1992 года по декабрь 1994 года являлся бухгалтером фирмы «Эрна».
В период с июля 1999 года по февраль 2008 года занимался частным предпринимательством. Занимался производством продуктов питания в Бишкеке, Оше и Москве.
С февраля 2008 года работал директором ОсОО «БайЭлимКомпани».
В ноябре 2015 года избран депутатом Жогорку Кенеша Кыргызской Республики VI созыва по списку социалистической партии «Ата Мекен». Работал председателем Комитета по бюджету и финансам Жогорку Кенеша Кыргызской Республики. Заместитель лидера парламентской фракции "Ата Мекен".
В ноябре 2021 года избран депутатом VII созыва Жогорку Кенеша Кыргызской Республики от политической партии «Бүтүн Кыргызстан». С января 2022 года является председателем Комитета по бюджету экономической и фискальной политике.

### Семья
Женат, отец пятерых детей.

## Награды
- Памятный знак «МПА СНГ. 25 лет» (12 апреля 2018 года) — за содействие в деятельности Межпарламентской Ассамблеи и её органов[7].
- Почётная грамота МПА СНГ (2021 год)[8].